# هورن، راتلند
هورن (به انگلیسی: Horn) یک روستا و محله مدنی در بریتانیا است که در راتلند واقع شده‌است. هورن ۹ نفر جمعیت دارد.